# Копсталь (комуна)
Копсталь (люксемб. Koplescht, фр. Kopstal, нім. Kopstal) — комуна Люксембургу. Входить до складу кантону Капеллен в окрузі Люксембург.

## Географія
Площа території комуни становить 7,90 км² (109-е місце за цим показником серед 116 комун Люксембургу).
Висота найвищої точки комуни над рівнем моря становить 392 метрів (67-е місце за цим показником серед комун країни), найнижчої — 245 метрів (60-е місце).

## Демографія
Станом на 2011 рік на території комуни мешкало 3 170 ос.
Динаміка чисельності населення:

## Адміністративний поділ
До складу комуни входять такі поселення:
| Поселення | Населення за даними переписів: | Населення за даними переписів: | Населення за даними переписів: |
| Поселення | на 31.03.1981                  | на 01.03.1991                  | на 15.02.2001                  |
| --------- | ------------------------------ | ------------------------------ | ------------------------------ |
| Брідель   | 2 287                          | 2 282                          | 2 358                          |
| Копсталь  | 732                            | 681                            | 644                            |